# Villamosságtan
A villamosságtan az elektromágneses jelenségek törvényszerűségeivel és számítási módszereivel foglalkozó tudományág. Az elektrotechnika elméleti alapjait tárgyaló alkalmazott elektrodinamika. Térelméletre és hálózatelméletre szokták felbontani.